# Tabora
Tabora  este un oraș  în  Tanzania. Este reședinta  regiunii Tabora.